# Аполлон Ящірковбивця

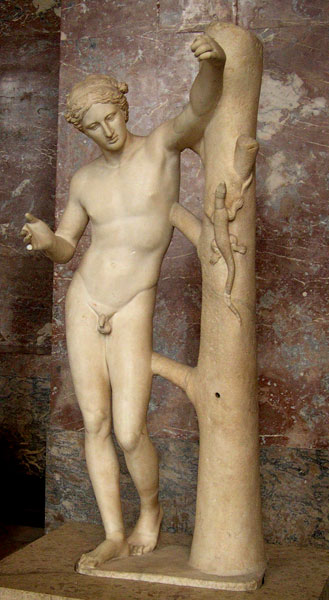
Аполлон Ящірковбивця, Лувр

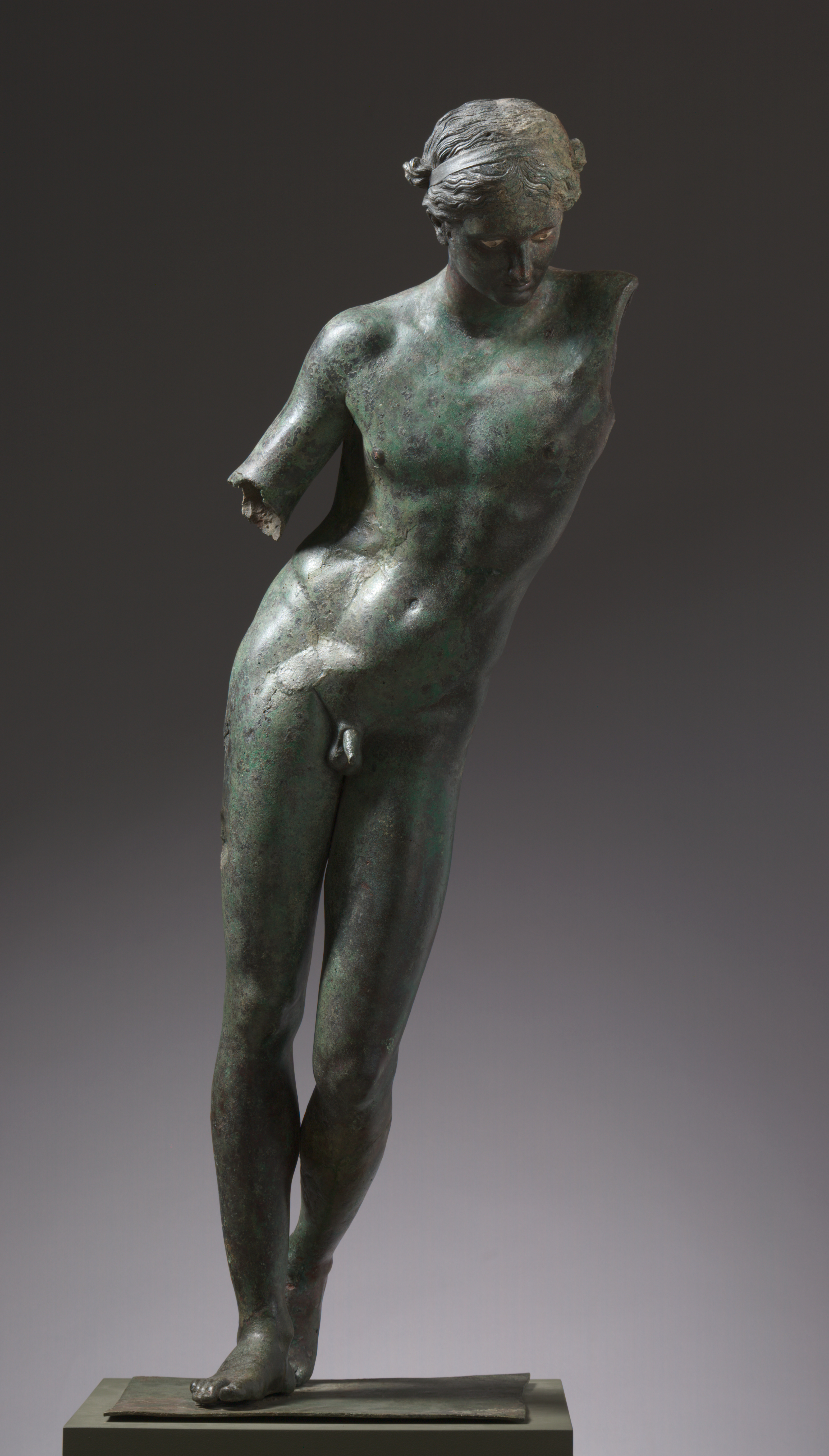
Аполлон Ящірковбивця, бронза з Музею мистецтв Клівленда

Аполлон Ящірковбивця — назва кількох римських мармурових копій I–II століть нашої ери оригіналу давньогрецького скульптора Праксителя. Статуї зображують оголеного підлітка Аполлона, який збирається зловити ящірку, яка піднімається на дерево. Копії входять до колекцій Лувру, Музеїв Ватикану та Національного музею Ліверпуля.

## Оригінал
Бронзовий оригінал цієї скульптури Пліній (XXXIV, 69–70) приписує афінському скульптору Праксителю, що зазвичай датується приблизно 350–340 рр. до н. Марціал написав епіграму про статую (14, 172): «Пощади ящірку, підступний хлопчиську, підкрадаючись до тебе, вона хоче загинути від твоїх рук». Художній музей Клівленда стверджує, що володіє бронзовим оригіналом (або частковим оригіналом) цієї роботи. Наразі робота аналізується, щоб підтвердити це твердження вченими та археологами. Греція підняла питання щодо права власності.

## Копії
Відомо, що існує близько сорока копій Аполлона Ящірковбивці. Його також зображують на римських гемах і монетах.
Мармурова копія Аполлона Ящірковбивці перебуває в колекції Лувру за номером каталогу MR 78 (n° usuel Ma 441). Це скульптура заввишки 1,67 м, її ліва та права руки, а також голова ящірки є сучасними реставраціями. Раніше вона зберігалася в колекції Боргезе, але була куплена Наполеоном у 1807 році. Інші копії перебувають в колекціях музеїв Ватикану, вілли Альбані та Національного музею Ліверпуля.

## Іконографія
Статуя зображає Аполлона як юнака, що незвично для класичних творів мистецтва, які зазвичай не зображували інших богів, окрім Діонісія та Ероса, як дітей чи підлітків. Мартін Робертсон припустив, що статуя натякає на міф про те, як Аполлон вбиває змія Пітона. Дженніфер Нілс заперечує це, зазначаючи, що на інших творах грецького мистецтва Пітон зображений як гігантська змія, і немає жодних підстав вважати, що стародавні люди асоціювали маленьку ящірку, зображену поряд з Аполлоном Ящірковбивцею, з Пітоном. Крім того, статуя може зображати Аполлона, який зцілює ящірку, пов'язану з міфом про те, що ящірка, втрачаючи зір, зцілюється, дивлячись на сонце.